# エリコンFF 20 mm 機関砲
エリコンFF 20 mm 機関砲（エリコンFF 20 ミリ きかんほう）は、スイスのエリコン社が開発した航空機関砲。また同時に開発されたFFS・FFLや、これらを元に他国で開発された派生型についても本項目で述べる。

## 開発に至る経緯
第一次世界大戦末期のドイツ国では、装甲を強化した爆撃機との交戦を想定して従来よりも大口径・強力な機関砲を求めており、これに応じて開発された機関砲の一つがベッカー20mm機関砲であった。これは1914年にクレーフェルト在住のラインホルト・ベッカーが特許を申請した設計に基づいており、砲弾の規格は20mm×70RB、自動機構にAPI（Advanced Primer Ignition）ブローバック方式を採用し、大戦末期に航空機関砲および対空機関砲として実戦投入された。
大戦後、ヴェルサイユ条約の軍備制限によってドイツでの兵器開発が制限されると、ベッカーはスイスの自動車関連企業であるSEMAG（Seebach Maschinenbau Aktien Gesellschaft）と接触し、機関砲の開発を継続した。この際には、存在しないことになっているドイツ造兵局がスポンサーとなっており、将来の再軍備に備えて、中立国においてドイツ資本で兵器開発を行うことを目的としたものと考えられている。1921年には、弾薬を20mm×99/100RBに変更するとともに、砲身を40口径長から60口径長に延長して高初速化を図った改良型が発表され、SEMAG歩兵砲と称された。
SEMAG社の経営破綻を受けて、1924年より、同国のエリコン社が本砲の設計を引き継いだ。エリコン社は、オリジナルのベッカーの設計とSEMAGによる設計とともに、1927年には弾薬を20mm×110RBに変更するとともに砲身を70口径長に延長したタイプをラインナップに加え、それぞれタイプF、タイプL、タイプSと称した。1930年にはタイプFとタイプLを元にした航空機関砲モデルとしてAFおよびALが発表されたのち、1935年には3タイプそれぞれを元にした航空機関砲モデルが市場に投入され、それぞれFFF、FFL、FFSと称されたが、FFFについては、通常は単にFFと称された。FF（flügelfest）の名の通り、いずれも翼内砲としての装備を想定したものであった。

## 設計
上記の経緯より、本砲はベッカー20mm機関砲の直系の発展型に属し、自動機構などの設計はほぼそのまま踏襲されている。ただしベッカーの設計では重量30キロだったのに対し、リコイルスプリングを覆っていたスリーブを削除するなどの設計変更によってAFでは25キロに軽量化されており、FFではボルトの軽量化などによって更に1キロ軽量化された。これらの軽量化により、発射速度は、ベッカーの設計では毎分300発だったのに対して、AFでは400発、FFでは520発へと向上した。
また使用する弾薬も、ベッカーの設計では20mm×70RB弾を用いていたのに対して、FFでは薬莢をわずかに延長した20mm×72RB弾となった。給弾機構においては、60発入りのドラム型弾倉が標準的に用いられていたが、45発入りや75発入り、100発入りの弾倉も供給されていた。

### 各国での派生型
フランスではFFSを採用し、イスパノ・スイザ社がこれを改良してモーターカノンとしたHS.7およびHS.9を開発した。ただし採用は短期間に終わり、ドボワチン D.501およびD.510戦闘機、モラーヌ・ソルニエ M.S.406戦闘機などに搭載されたのみであった。その後、同社はFFSの生産経験を踏まえたHS.404を開発し、こちらは広く使用された。
ドイツでは、メッサーシュミット Bf109戦闘機用モーターカノンとしてFFSの導入を検討したが、大型すぎて搭載できなかったため、FFを元に弾薬を20x80mm RBに変更・改良を加えたイカリア MG-FFとしてライセンス生産、これを航空機関砲として第二次世界大戦前半に多用、途中から火薬量の多い薄殻弾頭が発射できるMG-FF/Mが登場した。しかし、ドラム給弾式で搭載弾薬が少なく、FFLやFFSに比べ弱装薬で、砲口初速や弾道特性・威力で劣り、後にMG 151 機関砲に更新された。フォッケウルフ Fw190戦闘機ではA-2型からA-5型まで、翼の外側（プロペラ圏外）にMG-FF/Mを、内側（プロペラ圏内）にMG 151を搭載している。これは、MG-FF/Mではプロペラ同調ができず、また、軽量であることから外側に搭載した場合の機体の運動性低下が抑えられるためである。
大日本帝国陸軍では、エリコンFにエリコンLのドラムマガジンを装着した改良型を試作したが、精度・機能共に不十分であったため不採用に終わった。これに代わり、同時期に輸入されていたエリコンLにそのまま改修を施したものを九四式旋回機関砲として採用し、九二式重爆撃機に搭載した。
大日本帝国海軍では、まずFFを採用し、九九式二十粍一号機銃としてライセンス生産を開始した。また、爆撃機用としてこれを改造した旋回機関砲型を新規に開発した。九九式二十粍一号機銃にはMG-FF同様の問題点があったため、後にFFLをベースにした九九式二十粍二号機銃を採用した。なお、これらの機銃は弾倉式からベルト給弾式に変更されるなど、日本独自の改良が加えられていった。